# 天主教维多利亚达孔基斯塔总教区
天主教維多利亞達孔基斯塔總教區（拉丁語：Archidioecesis Victoriensis de Conquista）是羅馬天主教在巴西的一個教省總教區，下轄四個教區。
總教區的前身成立於1957年7月27日，2002年1月16日升為總教區。
總教區包括巴伊亞州東南部，2010年有教友584,000人，佔轄區總人口75.1%。教區下轄廿九個堂區，有四十七名司鐸。
現任總主教為若薩法·梅內澤斯-達-西爾瓦，榮休總主教為類思·公撒格·西爾瓦-佩佩烏。